# صياد أباد
صياد أباد (بالإنجليزية: Sayadabad)‏ هي قرية تقع في أردبيل في إيران. يقدر عدد سكانها بـ 194 نسمة بحسب إحصاء 2016.